# 选举权戏剧

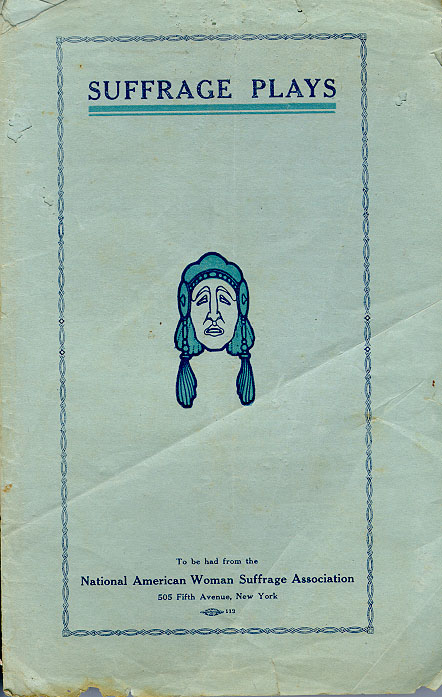
全美妇女选举权联合会为争取妇女选举权所印刷的选举权戏剧宣传册。

选举权戏剧（英語： /  / ）是指在20世纪初期随着英国妇女争取选举权运动而兴起的一种戏剧文学形式，其潮流大约从1907年持续到1914年。多数选举权戏剧要求演员阵容以女性为主或全为女性。选举权戏剧不仅揭示了妇女参政权运动背后的问题，同时还展示了女性在日常生活中所面临的双重标准对待。选举权戏剧在本质上是一种现实主义戏剧文学形式，其深受亨里克·易卜生的影响。选举权戏剧以现实主义戏剧的风格将熟悉的日常情景与舞台上的相关人物结合起来。

## 支持妇女参政的选举权戏剧
支持妇女参政的选举权戏剧往往会塑造出一个“大女性角色”，她会展现出理性且知晓世情的选民品质。这些戏剧会揭露性别刻板印象的过时性和不确定性，而这种刻板印象通常是为了给剥夺妇女参政权提供理由，例如所谓的“性别分离领域”学说。而戏剧中的主角常常说服男性或女性中的反对参政者改变他们的信念，支持妇女参政；但其他戏剧则讽刺反对参政者是反对进步的小丑或心胸狭窄的人。许多支持妇女参政的选举权戏剧故意不需要道具和布景。这是为了让业余表演公司以最低成本演出戏剧，让它们得到更广泛的演出并传播支持参政的情绪。由于组织演出的成本低，选举权戏剧通常在私人住宅的客厅和小型专业剧院演出。

### 英国地区
在英国兴起争取参政权运动期间，英国国内出版了18部被称为“妇女选举权戏剧”的短剧；但这些只是已确定的众多以参政权为主题的剧作中的一小部分，其中大多数是为了支持选举权事业而写的。在苏珊·克罗夫特（Susan Croft）的作品《1907年至1914年涉及或支持选举权议题的剧作年表（Chronology of Plays addressing or supporting Suffrage Issues 1907-1914）》中则列出了170部剧作。而在该文章发布后，其在线版本还在更新列入新的选举权戏剧。伊丽莎白·罗宾斯的《女性参政之战（Votes for Women）》与西西莉·汉密尔顿同克里斯托弗·圣约翰合著的《如何赢得投票（How the Vote Was Won）》是两部具有代表性的妇女选举权戏剧作品。其中伊丽莎白·罗宾斯的《女性参政之战》是最早出版的妇女选举权戏剧之一，该剧于1907年在伦敦的皇家宫廷剧院公演。英国演员兼导演茱莉·霍利奇（Julie Holledge）写道，《女性参政之战》“预示着选举权剧场的开始”并协助组织女演员，她们参与妇女权利运动，对男性主导的剧院感到不满，这些女性开始发展一种能够表达女性生活现实的戏剧……随着爱德华时代大众选举权运动的兴起，一千多名女演员投身于争取妇女选举权的斗争中。在她们的斗争中诞生了二十世纪第一个‘妇女戏剧运动’。”
这些戏剧中的角色多为现实中的中产阶级人物，他们或支持或反对妇女参政权；而这些戏剧中的女性角色则相互讨论妇女参政权运动并经常打破阶级界限。选举权戏剧促成了女演员选举权联盟在1908年成立，该联盟“为大规模推动妇女事业提供了基础”。妇女参政论者利用戏剧来改变社会态度。在当时，观看戏剧是一项社会和社区活动，因此戏剧中所包含的信息可以在短时间内就传达给了大量观众。一些妇女参政论者说，“立法的变化归因于一部戏剧的制作。”妇女选举权戏剧是女性参政运动的乐观态度源泉，妇女选举权戏剧首次突出了女性角色及女性所面对的问题并极大地影响了妇女参政运动。戏剧在英国的妇女参政权运动中发挥了重要作用。支持妇女参政权的表演组织——如女演员选举权联盟及伊迪丝·克雷格的“先锋演员团（Pioneer Players）”——与更具政治性的团体争取妇女选举权全国协会等一同成立，它们通过戏剧表演和演讲为妇女获得参政权而奔走。虽然只有女性演员才被允许加入女演员选举权联盟，但是该联盟宣称“尽可能协助所有其他（支持妇女选举权）协会”并创作和表演“宣传剧”，它就这一主题举办了许多信息丰富的讲座。
英国是许多杰出选举权戏剧作者的故乡，例如：《多布森的戴安娜》的作者西西莉·汉密尔顿、《新闻剪报》的萧伯纳、《杰拉尔丁夫人的演讲（Lady Geraldine's Speech）》的比阿特丽斯·哈拉登及《日出之前（Before Sunrise）》的贝茜·哈顿等。时至今日，英国仍有许多关注妇女参政权的戏剧作品被创作和表演，例如伊恩·弗林特（Ian Flint）的《妇女（Woman）》（2003年）、丽贝卡·伦基维奇的《裸露的肌肤（Her Naked Skin）》（2008年）和莎莉·谢林汉姆（Sally Sheringham）的《玻璃破碎的声音（The Sound of Breaking Glass）》等。
英国的选举权组织及杂志也对印度女性地位表现出兴趣，在斯隆广场表演的选举权戏剧中出现了印度女性并且《女性参政之战》中也对泰戈尔的《齐德拉（Chitra）》等戏剧进行了评论。

### 美国地区

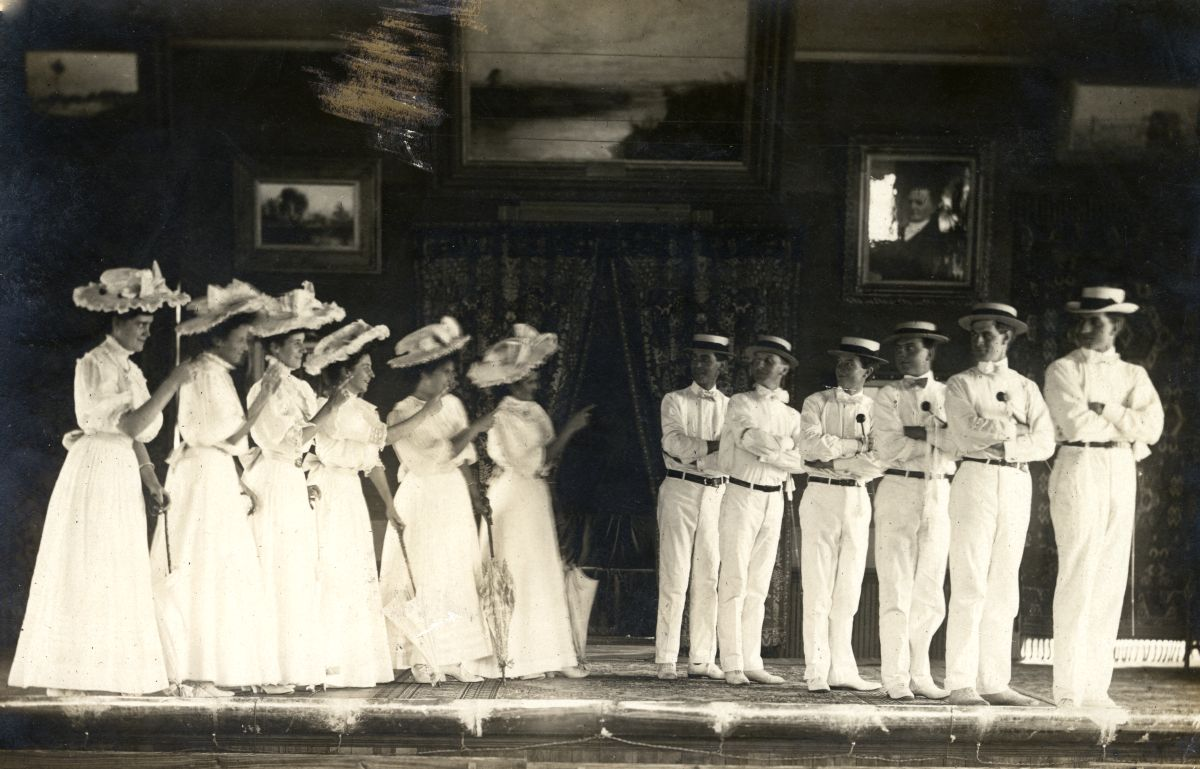
1900年由牧羊人公社演出的选举权戏剧《妇女，妇女，妇女，妇女参政论者，是的》的演员们

虽然许多支持选举权的戏剧由英国作家或剧作家所创作，但美国的作家们也为支持选举权的戏剧做出了贡献。这些作品中有些是因为争取作者自身权利而闻名，例如夏绿蒂·柏金斯·吉尔曼的《三个女人（Three Women）》、《值得投票的东西（Something to Vote For）》、《无休止的性别战争：一个戏剧性观点（The Ceaseless Struggle of Sex: A Dramatic View）》及女性参政论者兼第一次世界大战记者伊内兹·米尔霍兰的《假如女性可以投票（If Women Voted）》等。
全美妇女选举权联合会等组织认为戏剧是传播支持选举权情绪的有效方式，并为专业和业余剧院提供了选举权戏剧。其他为该类型戏剧做出过贡献的美国作家还包括米里亚姆·尼克尔森（Miriam Nicholson）、伊丽莎白·格伯丁（Elizabeth Gerberding）、萨利纳·所罗门（Salina Solomon）和查尔斯·卡芬夫人（Mrs. Charles Caffin）等。
虽然妇女选举权戏剧潮流诞生于20世纪初，但在19世纪末就有类似的戏剧出现，比如艾娜·齐弗·塞耶的《万物之灵（Lords of Creation）》。遗憾的是，由全美妇女选举权联合会出版发行的绝大部分选举权戏剧如今已经遗失，它们现存的唯一证据便是当年发行的戏剧订票宣传手册。

## 反对妇女参政的选举权戏剧
部分早期的选举权戏剧是为反对扩大选举权而创作的。这些戏剧通过将女性描绘成无法像男性那样发挥影响力或将妇女参政论者描述为“没有女人味”的怪人来讽刺了改革后更平等的性别角色概念。目前很少有人研究这些反对反对妇女参政选举权戏剧的流行程度或受欢迎程度。
这种题材的选举权戏剧中的代表作品是由阿丽亚娜·伦道夫·沃姆利·柯蒂斯（Ariana Randolph Wormeley Curtis）和丹尼尔·萨金特·柯蒂斯（Daniel Sargent Curtis）于1868年共同创作的《76岁或未来女人的精神：一部预言剧（The Spirit of Seventy-Six; or, The Coming Woman, A Prophetic Drama）》。该剧最初是一部小范围流行的客厅戏剧（类似业余演员表演的支持妇女参政选举权戏剧），但后来成为风靡美国的流行戏剧。这部戏剧诞生于美国内战后，当时有许多废奴主义者将目光投向其他社会议题，例如妇女选举权问题。该剧是一部荒诞幻想剧，主要讲述了如果男女互换性别角色，生活会是怎样。在剧中，女性穿着男装、抽雪茄并担任所有政治职务，而男性则努力照顾家中的孩子。该剧暗示，通过赋予女性选举权，她们都会变得非常男性化，并暗示激进的选举权活动家开展运动是为了“掩盖自己的不受欢迎或无能”。

## 知名剧目
| 戏剧名                             | 作者                                |
| ---------------------------------- | ----------------------------------- |
| 如何赢得投票                       | 西西莉·汉密尔顿 / 克里斯托弗·圣约翰 |
| 女性参政之战                       | 伊丽莎白·罗宾斯                     |
| 杰拉尔丁夫人的演讲                 | 比阿特丽斯·哈拉登                   |
| 聊聊奇奇夫人和阿普尔亚德小姐的觉醒 | 伊芙琳·格洛弗（Evelyn Glover）                   |
| 女人的影响力                       | 格特鲁德·詹宁斯                     |
| 苹果                               | 伊内兹·本苏珊                       |

### 文献
- Joannou, Maroula; Purvis, June. . Manchester: Manchester University Press（英语：Manchester University Press）. 1998. ISBN 9780719048609.

- Hayman, Carole. Spender, Dale , 编. . London: Methuen Publishing（英语：Methuen Publishing）. 1985. ISBN 9780413583802.

## 延伸阅读
- Cicely Hamilton; Christopher St John; Beatrice Harraden; Evelyn Glover; H.V. Esmond; H.M. Paull; Harlow Phibbs; George Middleton. Naomi Paxton , 编. . Bloomsbury Publishing. 2013-01-31. ISBN 9781408176580.

- Naomi Paxton (编). . Bloomsbury Publishing. 2018-07-02. ISBN 9781350082984.

- Elizabeth Robins. . West Margin Press（英语：West Margin Press）. 2021. ISBN 9781513275987.

- Elizabeth Robins; Cicely Hamilton; Inez Bensusan; Chris St John; Alice Chapin; Margaret W. Nevinson; Helen M. Nightingale; L.S. Phibbs. Susan Croft , 编. . Aurora Metro Publications Ltd. 2018. ISBN 9781906582753.

- Sheila Stowell. . Manchester University Press（英语：Manchester University Press）. 1992. ISBN 9780719036774.